# Guy Bourdin
Guy Bourdin, född 2 december 1928 i Paris, död 29 mars 1991 i Paris, var en fransk målare och modefotograf. Bourdin är ihågkommen för sina provokativa och nyskapande fotografier. Från 1955 arbetade han främst för stora modemagasin såsom Vogue och Harper's Bazaar. Han skapade även reklamkampanjer för bland andra Chanel, Charles Jourdan, Pentax och Bloomingdale's.
Han finns representerad i flera museisamlingar, däribland Tate, Museum of Modern Art, San Francisco Museum of Modern Art och Getty Museum.

## Biografi
Bourdin föddes i Paris, Frankrike. Hans föräldrar separerade när han var ett spädbarn och han växte upp hos sina farföräldrar i Normandie. Hans farföräldrar ägde en restaurang vid namn Brasserie Bourdin i Paris. När Bourdins far gifte om sig återfick han vårdnaden om sin son. Bourdin träffade sin mor endast en gång, då hon kom till Brasserie Bourdin för att ge honom en present.
Vid 18 års ålder genomförde Bourdin en cykelresa genom Provence, under vilken han träffade konsthandlaren Lucien Henry. Bourdin uppehöll sig hos Henry i sex månader för att ägna sig åt måleri, innan han genomförde obligatorisk militärtjänst.
Bourdin introducerades för fotografi när han tjänstgjorde i luftvärnet. Han arbetade som flygfotograf i Dakar 1948–49. När han återvände till Paris arbetade han ett tag som försäljare av kameralinser, medan han fortsatte att måla och fotografera på fritiden. Han ställde ut några av sina teckningar och 1950 tog den amerikanska konstnären Man Ray honom under sina vingar.
Bourdin hade sin första fotografiutställning 1953. Tidigt i sin karriär ställde han ut under pseudonymen "Edwin Hallan". Hans första modefotografier publicerades i februariutgåvan av Paris Vogue 1955. Han fortsatte att arbeta för Vogue sent inpå 1980-talet.
Skodesignern Charles Jourdan blev ytterligare en beskyddare av Bourdin, som fotograferade Jourdans reklamkampanjer mellan 1967 och 1981.
Bourdin avled i sviterna av cancer 1991.

## Stil
Bourdins fotografier var nyskapande med innovativa narrativ. Han använde sig av intensiv färgmättnad och okonventionella vinklar för att skapa dramatiska effekter. Bourdins fotografier är ofta sensuella och provokativa. Narrativen är ofta inspirerade av litteratur, film och konsthistoria. Bland Bourdins stilinfluenser fanns Man Ray, fotografen Edward Weston, surrealistmålarna René Magritte och Balthus, samt filmskaparen Luis Buñuel.

## Samlingar
Bourdins verk finns i följande samlingar öppna för allmänheten:
- Tate, London
- Victoria and Albert Museum, London
- Museum of Modern Art, New York
- National Portrait Gallery, London
- International Center of Photography, New York
- Getty Museum, Los Angeles
- San Fransisco Museum of Modern Art, San Francisco
- Museum of Fine Arts, Houston
- Photo Élysée, Lausanne
- Detroit Institute of Arts, Detroit

Mellan 26 november 2015 och 20 februari 2016 kunde utställningen Guy Bourdin: Avant-Garde beskådas på Fotografiska i Stockholm.